# Mausoleo di Oljeitu
Il mausoleo di Öljeitü noto anche come Muhammad Khodabandeh, tradizionalmente conosciuto come la cupola di Soltaniyeh si trova nella città di Soltaniyeh, nella provincia di Zanjan.

## Il mausoleo
La struttura, fu eretta tra il 1302 al 1312 d.C., ha la più antica cupola a doppio guscio in Iran. Questa visione della costruzione è stata fatta da Marcel-Auguste Dieulafoy ma è contestata da André Godard. Secondo Godard, è una cupola normale, anche se spettacolarmente grande, con una sottile pelle in cima per la faience e non è in alcun modo una doppia cupola.
La sua importanza nel mondo musulmano può essere paragonata a quella della cupola del Brunelleschi per l'architettura cristiana. È una delle più grandi cupole di mattoni del mondo, proprio al limite teorico di ingegneria per una cupola di mattoni e la terza cupola più grande del mondo dopo le cupole del duomo di Firenze e Hagia Sophia. La cupola di Soltaniyeh ha aperto la strada a costruzioni di cupole più audaci in stile iraniano nel mondo musulmano, come il mausoleo di Khoja Ahmed Yasavi e il Taj Mahal. Gran parte della sua decorazione esterna è andata perduta, ma l'interno conserva superbi mosaici, maioliche e murali. Le persone hanno descritto l'architettura dell'edificio come "anticipatore del Taj Mahal".
La cupola da 200 tonnellate è alta 49 metri dalla sua base.
(Robert Byron, La via per l'Oxiana)

## Galleria d'immagini

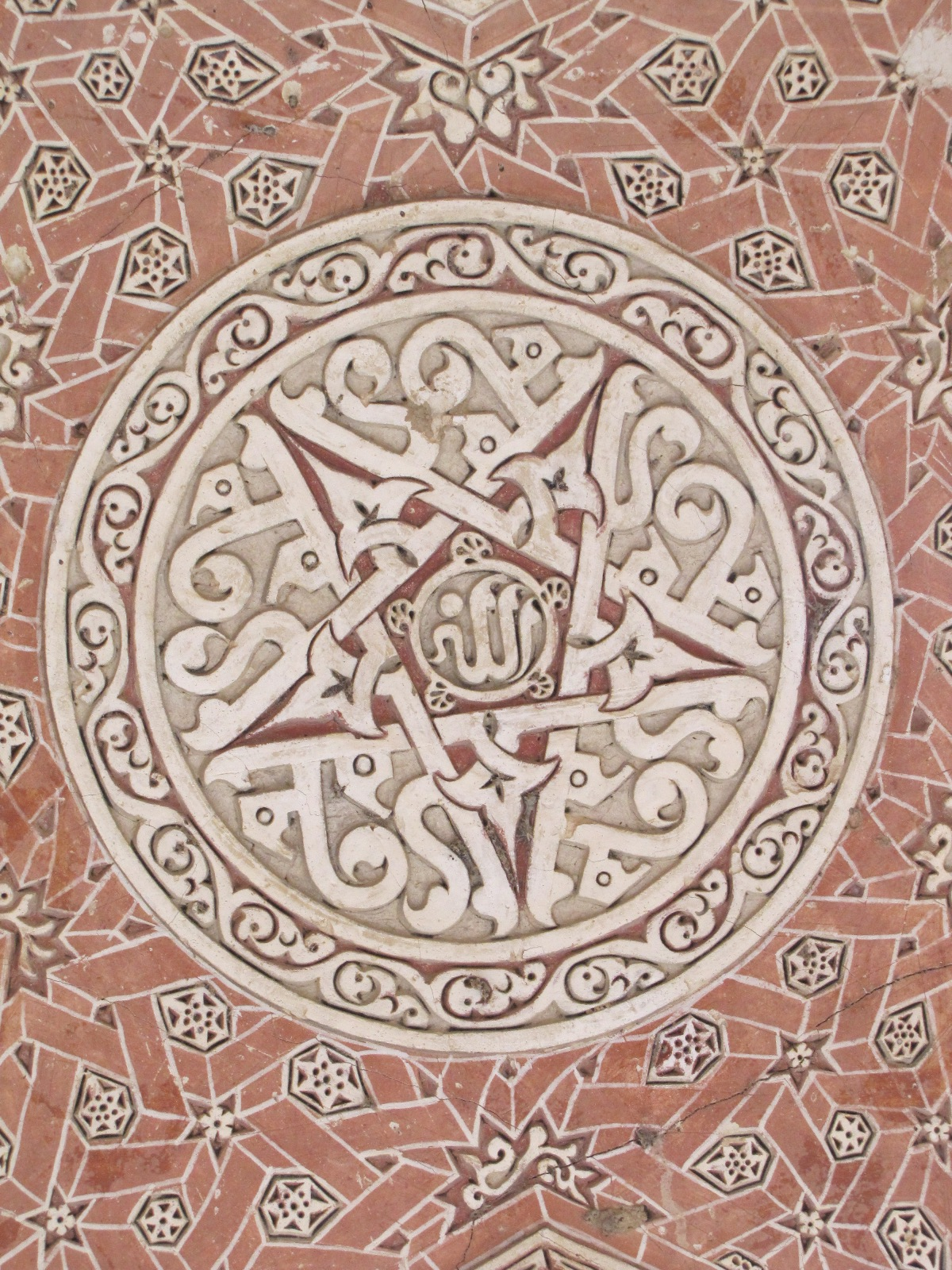
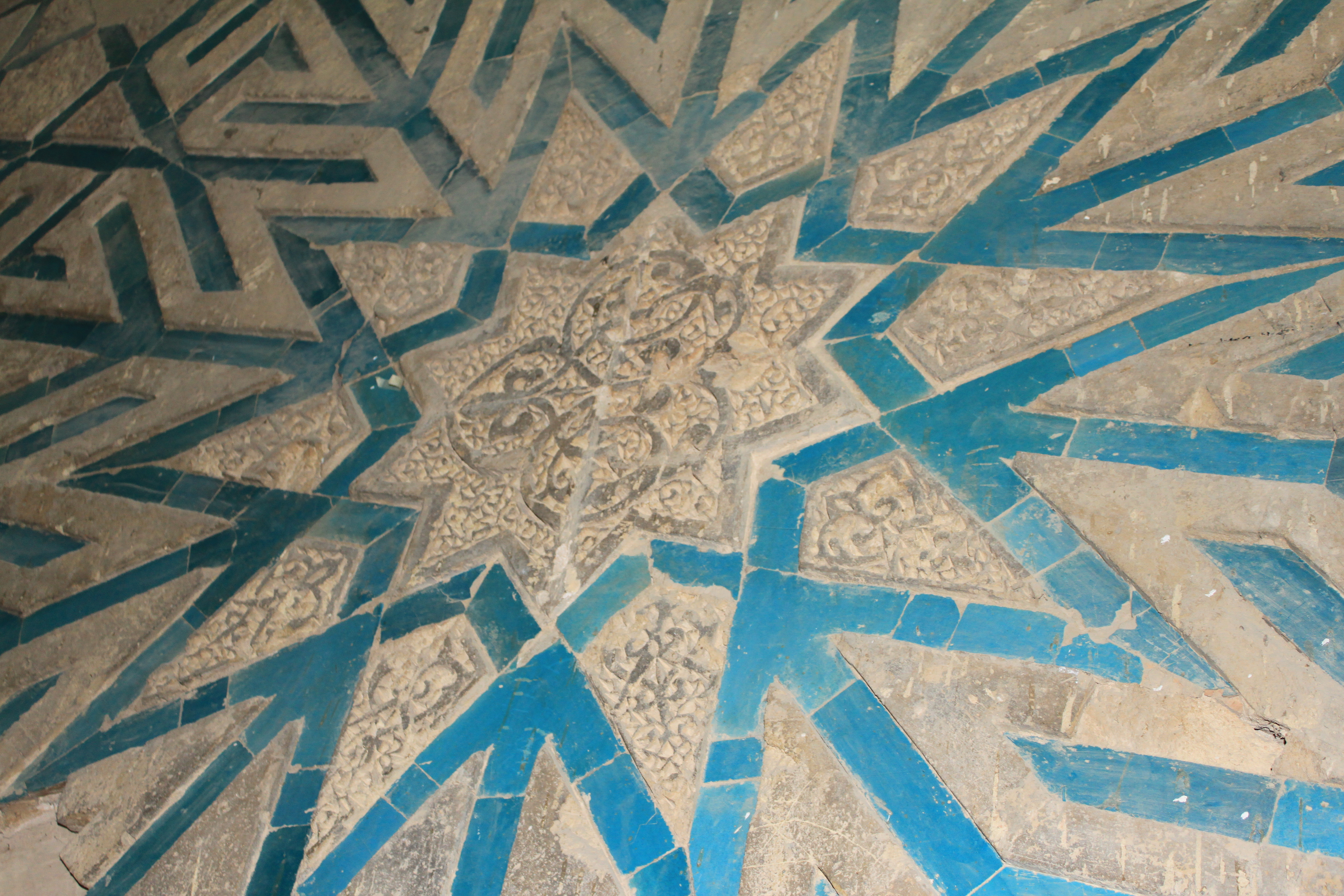
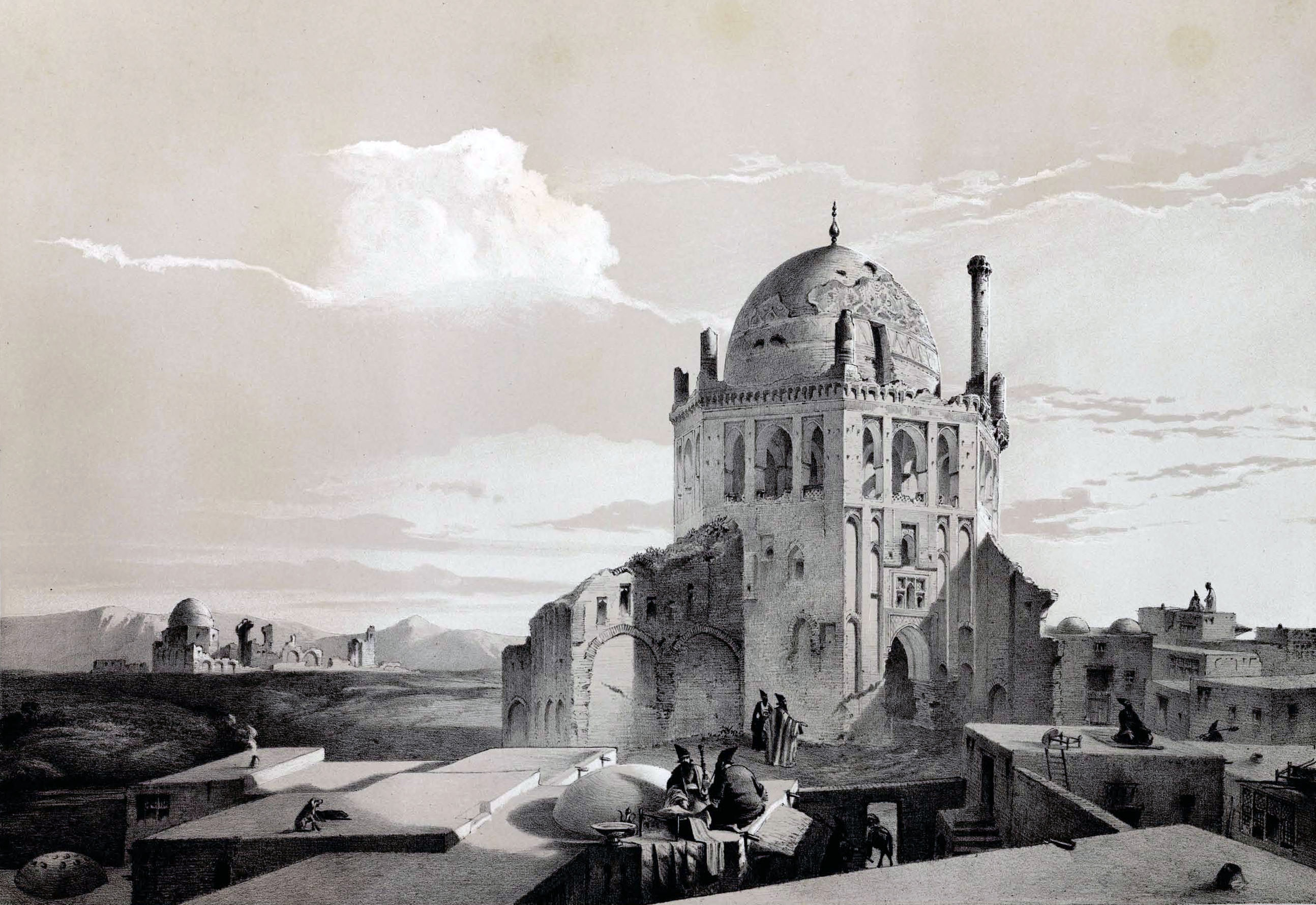
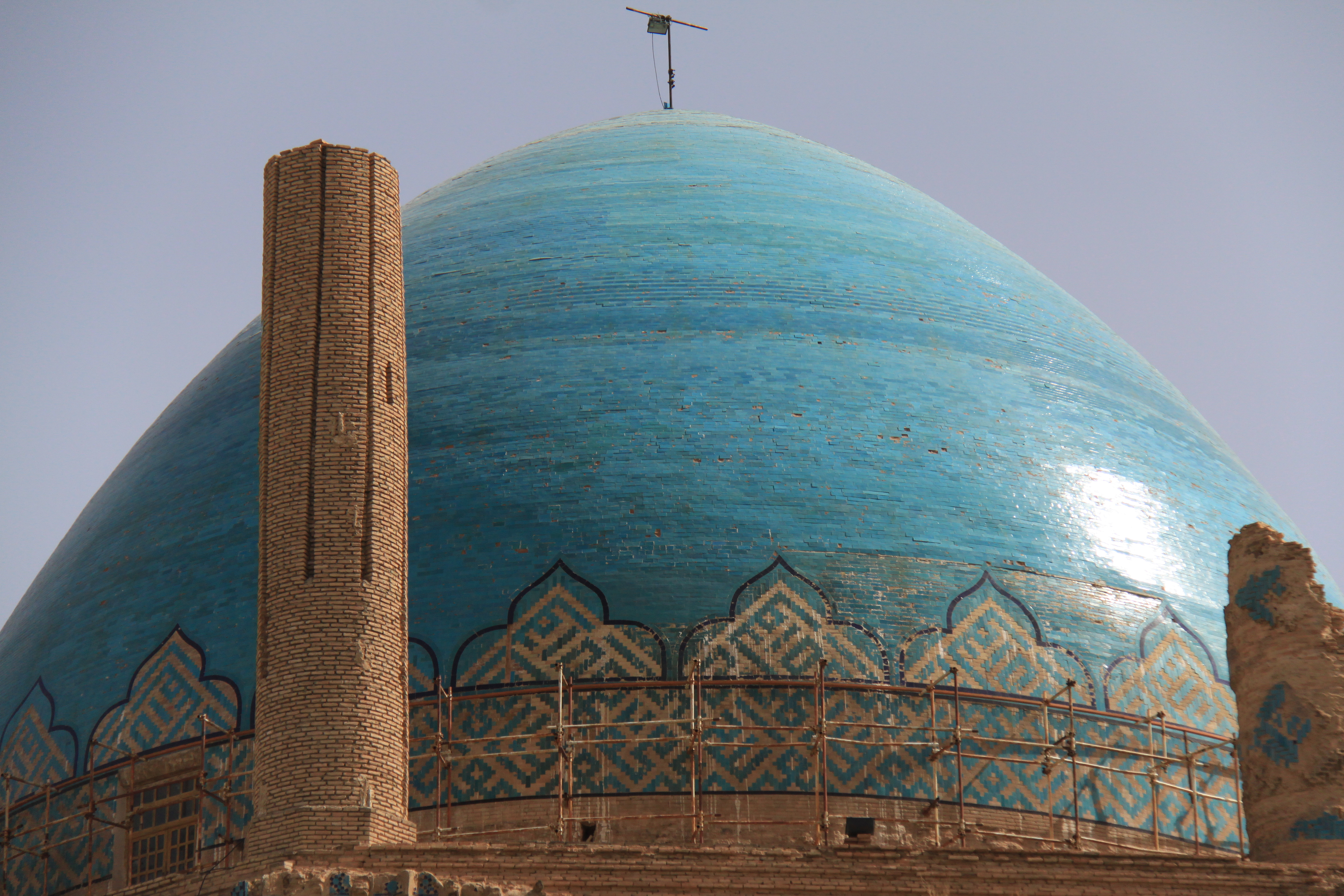
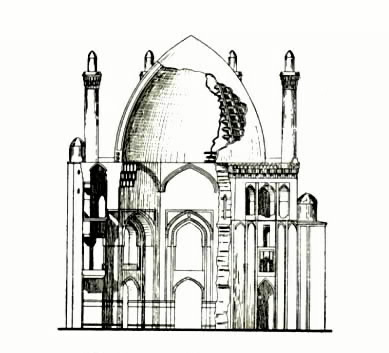